# Hyalocaulus
Hyalocaulus is een geslacht van sponsdieren uit de klasse van de Hexactinellida.

## Soort
- Hyalocaulus simplex Marshall & Meyer, 1877